# Obervisse
Obervisse (Duits: Oberwiese in Lothringen )is een gemeente in het Franse departement Moselle (regio Grand Est) en telt 126 inwoners (1999). De plaats maakt deel uit van het arrondissement Forbach-Boulay-Moselle.

## Geografie
De oppervlakte van Obervisse bedraagt 4,4 km², de bevolkingsdichtheid is 28,6 inwoners per km².
De onderstaande kaart toont de ligging van Obervisse met de belangrijkste infrastructuur en aangrenzende gemeenten.

## Demografie
Onderstaande figuur toont het verloop van het inwonertal (bron: INSEE-tellingen).